# Konstantin Sakajew
Konstantin Rufowicz Sakajew, ros. Константин Руфович Сакаев (ur. 13 kwietnia 1974 w Leningradzie) – rosyjski szachista, arcymistrz od 1993 roku.

## Kariera szachowa
Jest dwukrotnym mistrzem świata juniorów, z lat 1990 (Singapur, w kategorii do lat 16) i 1992 (Duisburg, do lat 18). W roku 1993 zajął I miejsce w Dosze, a w 1995 podzielił I-II lokatę (wraz z Piotrem Swidlerem) w mistrzostwach Sankt Petersburga. Sukces ten powtórzył dwa lata później, dzieląc I miejsce razem z Aleksandrem Chalifmanem oraz Konstantinem Asiejewem. W tym samym roku zwyciężył w otwartym turnieju Komercni Banka w Pardubicach oraz w memoriale Michaiła Czigorina w Sankt Petersburgu. W roku 1998 podzielił I-IV miejsce w indywidualnych mistrzostwach Rosji w Soczi, a w następnym roku w mistrzostwach kraju rozegranych w Moskwie zdobył złoty medal. W roku 2001 zwyciężył w memoriale Paula Keresa w Vancouver. W 2003 zajął VI miejsce na rozegranych w Stambule mistrzostwach Europy. W 2005 triumfował w otwartym turnieju Politiken Cup w Kopenhadze. W tym samym roku awansował do najlepszej szesnastki w Pucharze Świata w Chanty-Mansijsku, ale w meczu o awans do czołowej ósemki uległ Gacie Kamskiemu.
Czterokrotnie wystąpił w mistrzostwach świata FIDE, rozgrywanych systemem pucharowym:
- 1999 – Las Vegas – awans do II rundy, w której przegrał z Joelem Lautierem,
- 2000 – New Delhi – w I rundzie przegrał z Siergiejem Wołkowem,
- 2001 – Moskwa – awans do III rundy, w której przegrał z Jewgienijem Bariejewem.
- 2004 – Trypolis – awans do III rundy, w której przegrał ze Aleksiejem Driejewem.

W latach 1994–2000 trzykrotnie wystąpił na szachowych olimpiadach, zdobywając wraz z drużyną 3 medale: 2 złote (1998 i 2000) oraz brązowy (1994). W swoim dorobku posiada również 2 medale zdobyte na drużynowych mistrzostwach świata, które zdobył w roku 2001 w Erywaniu (srebrny wraz z drużyną oraz złoty za indywidualny wynik na V szachownicy).
Najwyższy ranking w dotychczasowej karierze osiągnął 1 stycznia 2005 r., z wynikiem 2677 punktów zajmował wówczas 26. miejsce na światowej liście FIDE.